# Konstantinos Georgakopulos
Konstantinos Georgakopulos (en griego: Κωνσταντίνος Γεωργακόπουλος) fue un hombre político griego nacido en 1890. Fue un primer ministro de Grecia de marzo a mayo de 1958. Murió en 1978.
| Predecesor: Konstantinos Karamanlis | Primer ministro de Grecia marzo a mayo de 1958 | Sucesor: Konstantinos Karamanlis |

- Datos: Q728887